# Ren Zhengfei
Ren Zhengfei, (任正非), (Anshun, 25 de octubre de 1944) es un empresario chino, fundador y presidente de Huawei Technologies Co. Ltd (华为技术有限公司), con casa matriz en Shenzhen. La revista Forbes listó a Ren en la posición n.º 190 de las personas más ricas de China, con activos privados de aproximadamente 2800 millones de dólares.

## Biografía
El abuelo de Ren, era de la provincia de Jiangsu (江苏) y era un experto chef especialista en curar jamón en su vecindario, provincia de Zhejiang (浙江). Su padre (任摩逊) no pudo terminar la universidad debido a que el abuelo de Ren falleció un año antes de su padre graduarse. Durante la ocupación japonesa, su padre emigró al sur, provincia de Cantón (广州) a trabajar en la fábrica de armas del Partido Nacionalista Chino como empleado contable. Ren era el mayor de siete hermanos y su madre era profesora en la escuela secundaria local.
Luego de completar la escuela secundaria, Ren concurrió a la Universidad de Chongqing, para luego unirse al Instituto de Investigaciones Militares como tecnólogo militar. 
Ren Zhengfei es un exoficial del Ejército Popular de Liberación. Debido a la alta condición social de sus padres, no le fue posible ingresar al Partido Comunista de China, por más que hubiera hecho carrera en la milicia. Durante ese tiempo, Ren fue responsable de un gran número de logros tecnológicos que fueron reconocidos a varios niveles. Por esta razón Ren fue seleccionado por el PLA para participar de la Conferencia Nacional de Ciencia en 1978 como delegado.
Se unió al Partido Comunista de China en 1978 y es miembro del XII Congreso Nacional del Partido Comunista de China. Además de sus otras actividades, Ren es responsable por el desarrollo de programas de cooperación en las regiones del interior de China.
En 1982, Ren fue forzado a dejar las fuerzas armadas luego de una gran reducción de personal que impactó en 500 000 personas en servicio. Al convertirse en civil, Ren se mudó a la provincia de Shenzhen para trabajar en el negocio de la electrónica.

## Huawei Technologies
En 1987, Ren fundó Huawei Technologies Co. Ltd, una compañía especializada en el desarrollo, producción y ventas de equipamiento para telecomunicaciones como su presidente. La compañía, hoy por hoy, es un actor clave en la industria de las Telecomunicaciones, con una facturación anual de 13 mil millones de dólares y más de 70.000 empleados en 2007.
En 2004, Ren Zhengfei fue seleccionado por la revista Empresarios de China entre los 25 empresarios más influyentes del país. La revista Time incluyó a Ren Zhengfei en su lista de las 100 personas más influyentes del 2005.